# 30 vies
30 vies (30 vidas, em tradução livre) foi uma soap opera canadense escrita por Fabienne Larouche, e produzida pela Aetios Productions. Estreou em 10 de janeiro de 2011 pelo canal Ici Radio-Canada Télé. Com 660 episódios, a série foi exibida ao longo de 11 temporadas.
Tendo como cenário principal uma escola, a trama destaca um protagonista diferente por temporada. Marina Orsini, Guillaume Lemay-Thivierge, Élise Guilbault, Karine Vanasse, Mariloup Wolfe e Benoit Brière foram apresentados ao longo das temporadas. Mélissa Desormeaux-Poulin foi a última protagonista da série. 30 vies recebeu 4 indicações ao Emmy Internacional em 2013, 2014, 2016 e em 2017.
Uma versão brasileira foi produzida pela Rede Globo para a vigésima sexta temporada de Malhação, intitulada Vidas Brasileiras.

## Sinopse
Uma professora dedicada coloca sua preocupação com trinta alunos acima da sua vida pessoal. A produção canadense explorou assuntos como jovens alunos em gangues, xenofobia com imigrantes árabes, abuso sexual, paixão por uma prostituta, HIV, automutilação, paralisia cerebral, seitas religiosas, agressão doméstica, romance lésbico, depressão e déficit de atenção.

## Produção
Uma temporada do programa corresponde a 60 episódios transmitidos ao longo de quinze semanas. Portanto, há duas temporadas por ano: no outono e inverno.

## Elenco
- Marina Orsin...Gabrielle Fortin (temporada 1 e 2)
- Jean-Nicolas Verreault...Pascal Bilodeau (temporada 1, 2, 5)
- Marie-France Lambert...Brigitte Sampson (temporada 1 e 2)
- Sarah Hansen...Rhonda (temporada 1, 2, 11)
- Widemir Normil...François Miles (temporada 1 a 3)
- Patrick Drolet...Eric Lupien
- Anne-Élisabeth Bossé...Karine Pagé (temporada 1 a 4)
- Michel Charette...Éric Pothier (temporada 1,4 5,6,7,8,9,10,11)
- Claude Laroche...Alain Pothier (temporada 1 e 5 a 7)
- Elyse Marquis...Andréanne Gauthier (temporada 1, 2, 3, 5, 9, 10, 11)
- Jean-Michel Anctil...André Paradis (temporada 1, 3 a 9)
- Dan Bigras...Richard Sanscartier
- Nathalie Mallette...Ariane Lesage (temporada 2)
- Guillaume Lemay-Thivierge...Vincent Picard "Le pic" (3ª temporada)
- Sarah Dagenais-Hakim...Maria Mazzini (3ª temporada)
- Jessica B. Hill...Caroline Mercier (3ª temporada)
- Patrice Robitaille...André Hamelin (temporada 3, 4, 9)
- Élise Guilbault...Marie-Angèle "Angie" Caron (temporada 4,10)
- Jean-Philippe Perras...Francis Caron Cousineau (temporada 4)
- Léanne Labrèche-Dor...Charlène (temporada 4)
- Benoît McGinnis...Raphaël Chénier-Leduc (temporada 4)
- Karine Vanasse...Maxim Bouchard (temporada 5)
- Madeleine Péloquin...Patricia Filion (temporada 5)
- Rose-Maïté Erkoreka...Me Josée Levasseur (temporada 5 a 7)
- Paul Ahmarani...Me Philippe Desforges (a partir da 5ª temporada)
- Mariloup Wolfe...Elisabeth Bergeron (temporada 6, 8, 10, 11)
- André Robitaille...Alain Chartier (temporada 6, 10, 11)
- Myriam Leblanc...Émilie Charlebois (a partir da temporada 6)
- Maxime Le Flage...Mathieu Brousseau (temporada 6 a 9)
- Benoit Brière...Michel Marcotte (temporada 7)
- Mélanie Maynard...Marie Coallier (temporada 7)
- Julie Ringuette...Jessica Marcotte (temporada 7)
- Louis Champagne...Stéphane Boudrias
- Rémy Girard...Pierre Champagne (temporada 7)
- Jessica Barker...Katia Perreault (temporada 7)
- Bénédicte Décary...Me Marianne Tanguay (temporada 7)
- Sasha Charles...Carlos Lopez (temporada 7 e 8)
- Mélissa Désormeaux-Poulin...Lou Gauthier (temporada 8)
- Bernard Fortin...Hubert Gauthier (temporada 8)
- Émile Proulx-Cloutier...Samuel Pagé (a partir da 9ª temporada)
- Mirianne Brulé...Éléonore (a partir da 9ª temporada)
- Denis Trudel...Philippe Mercier (temporada 9)
- Denis Bouchard...Jean-François Mailloux (a partir da temporada 10)
- Julie Perreault...Isabelle Cousineau (a partir da temporada 10)
- Jean-Simon Leduc...Cédric (a partir da temporada 10)
- Guillaume Cyr...David Gravel (temporada 11)
- Julie Deslauriers...Kathleen Denoncourt (temporada 11 )
- Alexandre Landry...Nicolas Valiquette (temporada 11 )
- Steve Bastien...Jean-Baptiste "Jibi" (temporada 11)

## Prêmios
| Ano  | Prémio             | Categoria         | Resultado |
| ---- | ------------------ | ----------------- | --------- |
| 2013 | Emmy Internacional | Melhor Telenovela | Indicado  |
| 2014 | Emmy Internacional | Melhor Telenovela | Indicado  |
| 2016 | Emmy Internacional | Melhor Telenovela | Indicado  |
| 2017 | Emmy Internacional | Melhor Telenovela | Indicado  |